# Федеральні округи Росії
Росія станом на 2016 рік поділяється на 8 федеральних округів.
Федеральні округи Російської Федерації створені відповідно до наказу президента Росії Володимира Путіна № 849 «Про повноважного представника Президента Російської Федерації в федеральному окрузі» від 13 травня 2000 року. Федеральні округи не є частиною територіально-адміністративного поділу Російської Федерації.
До цього існував інститут повноважних представників президента у регіонах. Відповідно до затвердженого цим же Указом Положення про повноважного представника президента Російської Федерації у федеральному окрузі, повпред є посадовою особою, що представляє президента Російської Федерації в межах відповідного федерального округу. 
Повноважний представник забезпечує реалізацію конституційних повноважень голови держави в межах відповідного федерального округу. Він є федеральним державним службовцям і входить до складу Адміністрації президента Російської Федерації. Повноважний представник призначається на посаду і звільняється з посади Президентом за поданням керівника Адміністрації президента. Безпосередньо підпорядковується президенту Російської Федерації і підзвітний йому. 
Згідно з президентським указом було створено сім федеральних округів: Центральний, Північно-Західний, Південний, Приволзький, Уральський, Сибірський і Далекосхідний. 

## Утворення Північно-Кавказького федерального округу
19 січня 2009 на робочій зустрічі з екс-губернатором Красноярського краю Олександром Хлопоніним президент РФ Дмитро Медведєв повідомив про те, що він ухвалив рішення про зміну системи федеральних округів, чинних у країні. Тепер їх буде вісім. З Південного федерального округу виділяється Північно-Кавказький федеральний округ, до якого входять Республіка Дагестан, Республіка Інгушетія, Кабардино-Балкарська Республіка, Карачаєво-Черкеська Республіка, Республіка Північна Осетія Аланія, Чеченська республіка і Ставропольський край з центром федерального округу в місті П'ятигорську.
На посаду віце-прем'єра і повпреда президента в створеному окрузі призначений Олександр Хлопонін.

## Утворення та ліквідація Кримського ФО
Розв'язавши у 2014 р. війну з Україною, Росія в березні 2014 р. анексувала Кримський півострів. На утворених там т. зв. Республіці Крим та місті федерального значення Севастополь був утворений указом президента Росії В. Путіна від 21.03.14 року Кримський федеральний округ. Скасований він був 28 липня 2016 приєднанням території до Південного федерального округу. 

## Федеральні округи
|   | Федеральний округ   | Площа (км²) | Населення 1 січня 2000 | Центр           | Найбільше місто | Склад | Докладніше |
| 1 | Далекосхідний       | 6 215 900   | 7 169 400              | Владивосток     | Хабаровськ      | 1 республіка, 2 краї, 4 області, 1 автономна область, 2 автономних округи                                                                      | докладніше |
| 2 | Південний           | 416 840     | 11 975 300             | Ростов-на-Дону  | Краснодар       | 2 республіки, 2 краї, 3 області | докладніше |
| 3 | Північно-Західний   | 1 677 900   | 14 282 900             | Санкт-Петербург | Санкт-Петербург | 2 республіки, 7 областей, 1 місто, 1 автономний округ                                                                                          | докладніше |
| 4 | Північно-Кавказький | 172 360     | 9 496 000              | П'ятигорськ     | Махачкала       | 6 республік, 1 край | докладніше |
| 5 | Приволзький         | 1 035 900   | 32 017 800             | Нижній Новгород | Казань          | 6 республік, 1 край, 7 областей | докладніше |
| 6 | Сибірський          | 5 114 800   | 20 792 500             | Новосибірськ    | Новосибірськ    | 4 республік, 2 краї, 6 областей, 4 автономних округи                                                                                           | докладніше |
| 7 | Уральський          | 1 788 900   | 12 603 200             | Єкатеринбург    | Єкатеринбург    | 4 області, 2 автономних округи | докладніше |
| 8 | Центральний         | 652 800     | 37 142 300             | Москва          | Москва          | 17 областей, 1 місто | докладніше |
|   | Разом               | 17 075 400  | 145 182 000            | Москва          | Москва          | 1 864 районів і 650 міст у складі 21 республіки, 7 країв, 48 областей, 9 автономних округів, автономної області, 2 міста федерального значення |            |